# Боровянка
Боровянка (рос. Боровянка) — присілок у Большереченському районі Омської області Російської Федерації.
Належить до муніципального утворення Інгалинське сільське поселення. Населення становить 16 осіб.

## Історія
Згідно із законом від 30 липня 2004 року органом місцевого самоврядування є Інгалинське сільське поселення.

## Населення
| 1926 | 2002 | 2010 |
| ---- | ---- | ---- |
| 393  | ↘41  | ↘16  |